# 하치모리정
하치모리정(八森町) 아키타현 북부에 위치해 동해에 접하고 있던 정이다. 2006년 3월 27일부터 인접해 있는 미네하마촌과와의 2개 정촌 합병으로 핫포정이 되어 폐지되었다.
아키타 오토도 등장한다.

## 역사
- 1954년 10월 1일 - 하치모리촌, 이와다테촌과 합병해 성립하였다.
- 2006년 3월 21일 - 미네하마촌과 합병해 핫포정이 성립해 동년에 폐지되었다.

## 교통

### 철도
- 동일본 여객철도 고노선

### 도로
- 국도 101호선